# Xipre al Festival de la Cançó d'Eurovisió Júnior
Xipre va ser un dels països fundadors que va debutar al Festival de la Cançó d'Eurovisió Júnior en 2003. El país insular ha participat al Festival d'Eurovisió Júnior en nou ocasions.
Xipre va haver de retirar-se en 2005 després d'una acusació de plagi per la cançó, però va poder votar en aquell festival. Es va mantenir al festival fins a 2009, quan hi va participar per última vegada. El 2010 va decidir retirar-s'hi i es va mantenir absent fins a l'edició de 2014, celebrada a Malta. Després de participar aquell any, va tornar a retirar-s'hi per motius econòmics, però hi va tornar l'any 2016. En 2018, Xipre va deixar de participar en el certamen novament.
Xipre ha organitzat el festival infantil un any (2008). Va ser a la ciutat de Limassol.

## Participació
Llegenda
| Any                                | Seu         | Artista                               | Cançó                          | Lloc    | Punts   |
| ---------------------------------- | ----------- | ------------------------------------- | ------------------------------ | ------- | ------- |
| 2003                               | Copenhaguen | Theodora Rafti                        | «Mia efhi»                     | 14      | 16      |
| 2004                               | Lillehammer | Marios Tofi                           | «Oneira»                       | 8       | 61      |
| 2005                               | Hasselt     | Rena Kiriakidi                        | «Tsirko»                       | Retirat | Retirat |
| 2006                               | Bucarest    | Christina Christofi i Luis Panagiotou | «Agoria koritsia»              | 8       | 58      |
| 2007                               | Rotterdam   | Yiorgos Ioannides                     | «I mousiki dinei ftera»        | 14      | 29      |
| 2008                               | Limassol    | Charias Savva i Elena Mannouri        | «Gioupi gia!»                  | 10      | 46      |
| 2009                               | Kíev        | Rafaella Kosta                        | «Thalassa, elis, aeres, fotia» | 11      | 32      |
| No va participar entre 2010 i 2013 |             |                                       |                                |         |         |
| 2014                               | Marsa       | Sofia Patsalides                      | «I pio omorfi mera»            | 9       | 69      |
| No va participar el 2015           |             |                                       |                                |         |         |
| 2016                               | La Valletta | George Michaelides                    | «Dance Floor»                  | 16      | 27      |
| 2017                               | Tbilisi     | Nicole Nicolau                        | «I Wanna Be a Star»            | 16      | 45      |
| No va participar entre 2018 i 2023 |             |                                       |                                |         |         |
| 2024                               | Madrid      | Maria Pissarides                      | «Crystal Waters»               | 13      | 60      |

## Festivals organitzats a Xipre
| Edició                                       | Ciutat seu | Localització                     | Presentantdors                  |
| -------------------------------------------- | ---------- | -------------------------------- | ------------------------------- |
| Festival de la Cançó d'Eurovisió Junior 2008 | Limassol   | Spyros Kyprianou Athletic Centre | Sophia Paraskeva i Alex Michael |